# جيمس والديجريف، إيرل والديجريف الثاني
جيمس والديجريف، إيرل والديجريف الثاني ، ولد 4 مارس 1715وتوفي13 أبريل 1763وهو سياسيًا إنجليزيًا ويُنظر إليه أنه أحد رؤساء الوزراء الأقصر خدمة في التاريخ البريطاني. أعطيت فترة عمله القصيرة بصفته اللورد الأول للخزانة أهمية أكثر ديمومة من خلال مذكراته، و تعتبر ذات أهمية في تطوير تاريخ الحزب اليميني .